# Unité urbaine de Dinard
L'unité urbaine de Dinard est une unité urbaine française interdépartementale centrée sur Dinard, principale station balnéaire et touristique de la Côte d'Émeraude s'étendant sur le rivage de la Manche, au nord des départements d'Ille-et-Vilaine  et des Côtes-d'Armor.

## Données générales
En 2010, selon l'INSEE, l'unité urbaine de Dinard est composée de neuf communes, en partie situées dans l'arrondissement de Saint-Malo en Ille-et-Vilaine  et en partie dans l'arrondissement de Dinan dans les Côtes-d'Armor. Elle forme donc une agglomération interdépartementale de la région Bretagne.
En 2015, avec 32 364 habitants, elle représente la 3e unité urbaine du département d'Ille-et-Vilaine, après les unités urbaines de Rennes (1er rang départemental et préfecture du département) et de Saint-Malo (2e rang départemental) et avant les unités urbaines de Fougères (4e rang départemental) et de Redon (5e rang départemental), ces deux dernières ayant également plus de 20 000 habitants.
Dans la région Bretagne où elle se situe, elle occupe le 9e rang régional après l'unité urbaine de Saint-Malo (8e rang régional) et avant l'unité urbaine de Concarneau qui se positionne au 10e rang régional selon les données du recensement de 2009.
En 2015, sa densité de population s'élève à 255 hab/km2, ce qui en fait une unité urbaine assez densément peuplée dans la région de Bretagne.
L'unité urbaine de Dinard est le pôle urbain de l'aire urbaine de Dinard.

## Délimitation de l'unité urbaine de 2020
En 2010, l'INSEE a procédé à une révision des délimitations des unités urbaines de la France ; celle de Dinard a été élargie de deux nouvelles communes (Pleslin-Trigavou et Tréméreuc) et est maintenant composée de neuf communes urbaines au lieu de sept lors du recensement de 1999.
En 2020, l'unité urbaine de Dinard est composée de neuf communes :
| Nom                 | Code Insee | Département     | Statut       | Superficie (km2) | Population (dernière pop. légale) | Densité (hab./km2) | Modifier                                    |
| ------------------- | ---------- | --------------- | ------------ | ---------------- | --------------------------------- | ------------------ | ------------------------------------------- |
| Dinard              | 35093      | Ille-et-Vilaine | ville-centre | 7,84             | 10 407 (2022)                     | 1 327              | modifier les données · modifier les données |
| Pleurtuit           | 35228      | Ille-et-Vilaine | ville-centre | 29,67            | 7 064 (2022)                      | 238                | modifier les données · modifier les données |
| Lancieux            | 22094      | Côtes-d'Armor   | banlieue     | 6,69             | 1 602 (2022)                      | 239                | modifier les données · modifier les données |
| Beaussais-sur-Mer   | 22209      | Côtes-d'Armor   | banlieue     | 41,65            | 4 379 (2022)                      | 105                | modifier les données · modifier les données |
| Pleslin-Trigavou    | 22190      | Côtes-d'Armor   | banlieue     | 21,80            | 4 043 (2022)                      | 185                | modifier les données · modifier les données |
| Tréméreuc           | 22368      | Côtes-d'Armor   | banlieue     | 4,15             | 728 (2022)                        | 175                | modifier les données · modifier les données |
| La Richardais       | 35241      | Ille-et-Vilaine | banlieue     | 3,14             | 2 624 (2022)                      | 836                | modifier les données · modifier les données |
| Saint-Briac-sur-Mer | 35256      | Ille-et-Vilaine | banlieue     | 8,06             | 2 228 (2022)                      | 276                | modifier les données · modifier les données |
| Saint-Lunaire       | 35287      | Ille-et-Vilaine | banlieue     | 10,27            | 2 647 (2022)                      | 258                | modifier les données · modifier les données |

## Évolution démographique
Dans la période 1968-2009, l'unité urbaine de Dinard affiche une évolution démographique fortement positive caractérisée par une croissance démographique régulière et dynamique.
| 1968   | 1975   | 1982   | 1990   | 1999   | 2009   | 2015   |
| ------ | ------ | ------ | ------ | ------ | ------ | ------ |
| 22 896 | 23 381 | 25 310 | 27 104 | 28 519 | 31 166 | 32 364 |

Histogramme

(élaboration graphique par Wikipédia)